# Orang, Hamgyong Bắc
Orang (Hán Việt: Ngư Lang) là một huyện của tỉnh Hamgyong Bắc tại Cộng hòa Dân chủ Nhân dân Triều Tiên. Huyện giáp biển Nhật Bản ở phía đông. Orang được thành lập vào năm 1952 trên cơ sở tách từ Kyongsong.
Địa hình huyện chủ yếu là đồi núi, với nhiều núi cao trên 200 mét. Tuy nhiên, có các đồng bằng hẹp dọc theo bờ biển. Khoảng 85% diện tích của huyện là đất rừng. Đỉnh cao nhất là T'ugubong (Chosŏn'gŭl: 투구봉). Có một số hồ trên địa bàn như Changyŏn (Chosŏn'gŭl: 장연호, Hancha: 長淵湖) và Mugye (Chosŏn'gŭl: 무계호, Hancha: 武溪湖).
Nền kinh tế Orang chủ yếu phụ thuộc vào nông nghiệp và ngư nghiệp, và là một trung tâm sản xuất lúa gạo tại tỉnh Hamgyong Bắc. Bên cạnh đó, cũng có nghề trồng nấm thông. Orang nằm trên tuyến đường sắt Pyongra và chỉ có một tuyến đường chính nối đến Chongjin và Kimchaek.
Năm 2008, dân số toàn huyện Orang là 87.757 người (41.572 nam và 46.185 nữ), trong đó, dân cư đô thị là 35.202 người (40,1%) còn dân cư nông thôn là 52.555 người (59,9%).